# Beata Kull
Beata Kull, född 6 april 1995, är en svensk samhällsentreprenör som grundat Stiftelsen Beata, som bland annat anordnar Lärargalan, en årlig galakväll som delar ut priser till framstående lärare. Tidigare år har 45 000 elever nominerat sina lärare till Lärargalans priser.
Den 18 november 2019 var hon programledare tillsammans med Mark Levengood på Lärargalan, som tv-sändes i Sveriges Television den 1 december samma år. Under pandemin ersattes galakvällen av ett tv-program med Beata som programledare tillsammans med Mark Levengood. Programmet visades år 2020 på UR och Sveriges Television  och år 2021 på TV4.   År 2023 ägde Lärargalan rum på Konserthuset och då var Beata programledare tillsammans med Fredrik Wikingsson. 